# Фонд содействия развитию малых форм предприятий в научно-технической сфере
Фонд содействия развитию малых форм предприятий в научно-технической сфере (Фонд содействия инновациям) — государственная некоммерческая организация, образованная Постановлением Правительства Российской Федерации от 3 февраля 1994 года № 65. Целями фонда заявлена финансовая поддержка молодых инноваторов и малых предприятий, которые занимаются высокотехнологичными разработками с потенциалом коммерциализации. 

## Основные направления деятельности Фонда
Фондом декларируются следующие направления деятельности:
- Вовлечение молодежи в инновационную деятельность
- Поддержка стартапов
- Содействие коммерциализации разработок или расширению бизнеса
- Содействие развитию высокотехнологичных секторов экономики (диверсификация бизнеса, кооперация малого и крупного бизнеса)
- Поддержка экспортно-ориентированных компаний

По словам генерального директора Фонда Сергея Полякова, задача Фонда – «поддержка стартапов на самых ранних стадиях развития, начиная со школы, заканчивая проектами, которые относятся к серьёзным производственным предприятиям». Фонд оказывает исключительно монетарную поддержку для реализации и коммерциализации инновационных проектов на разных стадиях – от новаторской идеи молодого ученого в размере 500 тыс. руб. (программа «УМНИК») до грантов для крупных компаний, которые планируют масштабировать производство (программа «Коммерциализация»).

## Программы Фонда
.Фонд содействия инновациям реализует программы для развития молодежного инновационного предпринимательства:
- Программа «Инношкольник» создана для того, чтобы привлечь молодежь школьного возраста к инновационной сфере и стимулировать их интерес и мотивацию к занятию инновационной деятельностью и технологическому предпринимательству. Одной из задач программы является выявление потенциальных участников программ «УМНИК», «Студенческий стартап» и «Старт» среди молодежи школьного возраста.
- Программа «УМНИК» нацелена на поддержку молодых ученых, стремящихся реализоваться через инновационную деятельность, а также на стимулирование массового участия молодежи в научно-технической и инновационной деятельности. Параметры поддержки проектов: сумма гранта составляет 500 тыс. рублей; возраст участников – от 18 до 30 лет включительно; процесс экспертизы проектов проходит в три этапа: полуфинальный отбор, заочная экспертиза, финальный отбор; грантополучатель обязан пройти преакселерационную программу по основам инновационного предпринимательства и создать задел для коммерциализации результатов; НИР по завершении выполнения договора гранта.
- Начиная с 2022 года реализуется программа «Студенческий стартап», которая предназначена для физических лиц, обучающихся по программам бакалавриата, специалитета, магистратуры или аспирантуры в высших учебных заведениях Российской Федерации. Участникам программы предоставляется грант на один год в размере 1 млн рублей.
- Программа «Старт» направлена на создание новых и поддержку существующих малых инновационных предприятий, находящихся на начальной стадии развития и стремящихся разработать и освоить производство нового товара, изделия, технологии или услуги с использованием результатов собственных научно-технических и технологических исследований, имеющих значительный потенциал коммерциализации. 
  - В качестве альтернативы третьему этапу программы «Старт» имеется возможность принять участие в конкурсе «Бизнес-Старт». Этот конкурс нацелен на финансирование коммерциализации НИОКР, которые были разработаны в результате окончания любого из этапов программы «Старт». С помощью гранта, полученного от конкурса, имеется возможность приобрести необходимое оборудование, выплатить проценты по кредитам и лизинговые платежи, а также возместить иные расходы, сопряженные с коммерциализацией проекта. Максимальный размер гранта составляет 12 млн рублей; размер минимального софинансирования составляет 50% от суммы гранта, участие в конкурсе возможно для всех проектов, прошедших любой из предыдущих этапов программы.

Прочие программы Фонда, ориентированные на поддержку малых инновационных компаний:
- Программа «Развитие». Программа направлена на финансирование предприятий, уже выпускающих высокотехнологичную продукцию и стремящихся диверсифицировать производство или снизить издержки. Гранты до 20 000 000 рублей.
- Программа «Интернационализация». Программа способствует повышению конкурентоспособности малого инновационного бизнеса России на международных рынках. Гранты до 15 000 000 рублей.
- Программа «Коммерциализация». Программа направлена на поддержку компаний, завершивших стадию НИОКР и планирующих создание или расширение производства инновационной продукции. Гранты до 30 000 000 рублей.

## Руководство
Председатель наблюдательного совета Фонда:
- 2008—2016 — Бортник, Иван Михайлович[6]
- 2016—2021 — Свинаренко, Андрей Геннадьевич[7]
- С 2021 —  Решетников Максим Геннадьевич.

Генеральный директор Фонда:
- 1994—2008 — Бортник, Иван Михайлович.
- С 2008 — Поляков, Сергей Геннадьевич[8]

Заместители генерального директора Фонда:
- С 2015 — Микитась Андрей Владимирович,
- С 2021 — Антропов Алексей Петрович.

## Эффективность
По данным заключения счетной палаты Российской Федерации от 22 апреля 2022 года, суммарный эффект коммерциализации 3 472 инновационных проектов за 2017–2021 годы составил на данный момент 92,4 млрд рублей. Бюджетное финансирование этих проектов составило порядка 29,8 млрд рублей. Таким образом, на каждый вложенный бюджетный рубль произведено инновационной продукции на 3,1 рубля (расчетно). Также, по данным ведомства, организация выполнила поставленный на 2022 год план по поддержке проектов малых предприятий по разработке, применению и коммерциализации российских цифровых решений на 131,8%.   
Количество результатов интеллектуальной деятельности (РИД), получивших правовую охрану, составило в 2018 году – 438 (или 41,9% от общего числа РИД), в 2019 году – 523 (или 45,1 % от общего числа РИД), в 2020 году – 645 (или 58,2% от общего числа РИД), в 2021 году – 789 (или 55,4% от общего числа РИД). Можно отметить сохранение уровня полученных патентов в 2021 году относительно предыдущих годов.